# Tyree Washington
Tyree Washington, né le 28 août 1976 à Riverside, est un athlète américain, spécialiste du 400 m. Il a obtenu 5 titres de champion du monde, dont 3 en relais 4 × 400 m.
En 2003, il faisait partie (avec Calvin Harrison, Derrick Brew et Jerome Young) du relais 4 × 400 m américain qui avait remporté la course en 2 min 58 s 88 mais qui avait été déclassé en 2004, Calvin Harrison ayant été convaincu de dopage (au modafinil) dès juin 2003,. Deuxième de la finale du 400 m, il récupère le 26 février 2009 la médaille d'or après les aveux de dopage de l'Américain Jerome Young.

## Palmarès

### Championnats du monde d'athlétisme
- Championnats du monde d'athlétisme 1997 à Athènes ( Grèce)
  -  Médaille de bronze sur 400 m
- Championnats du monde d'athlétisme 2003 à Paris ( France)
  -  Médaille d'or sur 400 m

### Championnats du monde d'athlétisme en salle
- Championnats du monde d'athlétisme en salle de 2003 à Birmingham ( Royaume-Uni)
  -  Médaille d'or sur 400 m
- Championnats du monde d'athlétisme en salle de 2006 à Moscou ( Russie)
  -  Médaille d'or en relais 4 × 400 m